# 阮福晪
阮福晪（グエン・フック・ディエン、ベトナム語：Nguyễn Phúc Điển / 阮福晪、景興24年（1763年）以降 - 景興44年（1783年））は、広南国の王族。阮朝越南の初代皇帝嘉隆帝（阮福映）の同母弟にあたる。

## 生涯
阮福㫻の六男として生まれる。母は阮氏環。景興35年（1774年）、定王阮福淳の嘉定征伐に付き従った。兄の阮福映や阮福旻と共に広南国を滅ぼした西山朝に抵抗したが、景興44年（1783年）に阮恵率いる西山軍に敗北した。阮福映に従って富国島へ逃れたが、畳石島で西山軍に捕まり西山朝を大いに罵ったため殺害された。
昭統3年（1789年）に阮福映より錦衣衛掌衛事・該奇号を追贈され、壮節と諡された。嘉隆4年（1805年）12月に嘉隆帝より翊運靖難宗臣・特進輔国上将軍・太保・国公に追封され、順化の太廟に従祀された。嘉隆13年（1814年）には襄公の号を加贈され、展親祠に入祀された。明命5年（1824年）、世廟に改めて付祀された。明命12年（1831年）には甥の明命帝より佐運宗臣・宗人府宗人令・通化郡王号を改めて追贈され、忠壮と諡された。紹治3年（1843年）、親勲祠（現在のトゥアティエン＝フエ省フオントゥイ市社）に合祀された。